# ВТВ
«ВТВ» (раніше «Перший музичний») — білоруський розважальний телеканал для сімейного перегляду. З'явився в результаті ребрендингу популярного телеканалу «Перший музичний». Телеканал «ВТВ» заснований білоруською компанією «Добробачення». В ефірі телеканалу транслюються серіали, скетч-шоу, гумористичні та пізнавальні програми (в основному контент телеканалу СТС), художні фільми і музичні кліпи. Телеканал мовив з 1995 до 2023 року.

## Телеканал ВТВ
Цільова аудиторія ВТВ перебуває у віці від 14 до 45 років. Коло глядачів телеканалу на 60% становить жіноча аудиторія, на 40% відсотків чоловіча. За останніми [коли?] медіа-досліджень частка телеканалу ВТВ досягла 6,3% . ВТВ є найбільшим недержавним телеканалом Білорусі. Він представлений у 100 відсотків кабельних операторів Мінська і у 98 відсотків кабельних операторів країни. Супутникове мовлення забезпечується за допомогою ШСЗ «Експрес AM22» 53° в.д.

### Етапи розвитку
- 1 березня 2002 року — білоруська компанія «Добробачення» оголосила про початок мовлення нового телевізійного каналу під назвою «Перший музичний канал». Вперше на території Білорусі з'явився телеканал, повністю орієнтований на аудиторію від 16 до 35 років і націлений на популяризацію сучасної вітчизняної молодіжної культури.
- 19 лютого 2004 року — Перший музичний телеканал вперше в історії розвитку білоруського телебачення перейшов на 100% інтерактивне мовлення. Глядачам каналу була відкрита можливість в режимі реального часу розміщувати поздоровлення, знайомства, комерційні оголошення і у вигляді «рухомого рядка», а також брати участь в голосуванні, тим самим створюючи список кліпів до показу на «Першому музичному».
- 26 серпня 2004 року — Перший музичний канал перейшов на супутникове мовлення з використанням ШСЗ «Експрес-АМ22», ставши тим самим першим білоруським інтерактивним супутниковим телеканалом.
- В листопаді 2009 рік а телеканал через світові тенденції зниження інтересу до музичного телебаченню змінив формат, включивши в ефірну програму серіали і гумористичні програми, в основному виробництва каналу СТС.
- В січні 2010 рік а телеканал провів ребрендинг, в результаті чого змінив назву «Перший музичний канал» на ВТВ. В цей час канал ВТВ збільшує кількість трансльованого програмного продукту. В ефір починають виходити серіали зарубіжного виробництва, а також художні фільми. Подібні зміни дозволили збільшити рейтинг каналу ВТВ в порівнянні з Першим музичним в 4 рази.
- Літо 2011 року телеканал ВТВ оголосив «влітку телевізійних прем'єр». З 20 червня 2011 на каналі було розпочато показ 15 нових для білоруського глядача проектів, вже успішно пройшли в Росії на телеканалі СТС. Серед них: серіали «Вороніни» та « Кремлівські курсанти», скетч-шоу «Даєш молодь!», Гумористичні програми Шоу «Уральських пельменів», «Хороші жарти», імпровізаційне шоу «Слава богу, ти прийшов!», пізнавальні програми «Хочу вірити!» та «Історія російського шоу-бізнесу» і ряд інших.
- З 28 січня програми телеканалу СТС International маркуються спільним логотипом СТС і ВТВ, що є обов'язковою умовою надання прав на контент в 2012 році і одним з умов договору з правовласником.

## Реклама
Телеканал «ВТВ» має договір з найбільшим гравцем рекламного ринку Білорусі СТОВ «Відео Інтернешнл — Мінськ» (білоруське підрозділ провідною рекламної компанії на пострадянському просторі), яка володіє ексклюзивним правом укладати договори з рекламодавцями на розміщення рекламних матеріалів всередині рекламних блоків телеканалу «ВТВ» для їх розповсюдження в межах Республіки Білорусь.

## Програми
- «Play» (музичний блок)
- «Прогноз погоди»
- «Це моя дитина!»
- «Хороші жарти»
- «Декоративні пристрасті»
- «Незіркові дитинство»
- «Міське подорож з Павлом Любімцева»
- «Колекція ідей»
- «Друзі мого господаря»
- «Запитайте кухарі»
- «Життя в кольорах»
- «Скажи, що не так?!»
- «Історії в деталях»
- «Найрозумніший»
- «Нереальна історія»
- «Шлюбне чтиво»
- Сміх у великому місті
- Хочу вірити!
- Слава Богу, ти прийшов!
- Відеобітва
- Історія російського шоу-бізнесу
- Шоу «Уральських пельменів»
- Одні будинку
- Світ у твоїй тарілці
- Не може бути

## Серіали
- «Татусеві дочки»
- «Даєш молодь» (скетч-шоу)
- «6 кадрів» (скетч-шоу)
- « Кремлівські курсанти»
- «Мосгорсмех»
- «Одна за всіх» (скетч-шоу)
- «Метод Лаврової»
- «Фізика або хімія»
- «Одного разу в міліції»
- «Амазонки»
- Чудеса.com
- Грім у раю
- Кадетство
- Любов — не те, що здається
- Я лечу
- Нова сімейка Аддамс
- Відчайдушні домогосподарки
- Як сказав Джим
- Стройбат
- Галигін.ru
- Іграшки
- Вороніни
- Ранетки
- Як сказав Джим
- «Аманда О»

## Передачі «Першого музичного»
| - | Програма! Опис | - | \| Новини зі світу музики, моди і кіно. Ексклюзивні інтерв’ю з зірками, репортажі з модних столичних вечірок, фестивалів і концертів. | - | \| Підсумковим випуск новин за тиждень. | - | \| Програма для жінок | - | \| Програма про молодіжні розваги, захоплення і субкультурах | - | \| білоруськомовних програма. Рейтинг кліпів Білорусі. | - | \| Музичний хіт-парад - головний чарт каналу, що складається з 20-ти найкращих кліпів. Відбір хітів здійснюється шляхом інтерактивного голосування протягом тижня. | - | \| Web-рейтинг кліпів c інтернет-порталу TUT.BY. | - | \| Ранковий інтерактивний блок (6:00-12:00) | - | \| Денний інтерактивний блок (12:00-18:00) | - | \| Вечірній інтерактивний блок (18:00-23:00) | - | \| Нічний інтерактивний блок (23:00-06:00) |

## Цікаві факти
- Телеканал має свою офіційну сторінку в Вконтакте, а також свій аккаунт в Твіттер
- З 28 січня логотип телеканалу ВТВ почав трансформуватися в логотип телеканалу СТС.